# 디지 래스컬
디지 래스컬(영어: Dizzee Rascal, MBE, 1984년 9월 18일 ~ )은 잉글랜드의 래퍼이다.

## 서훈
- 2020년 대영제국 훈장 5등급(MBE) 수훈[1]